# Portes-lès-Valence
Portes-lès-Valence é uma comuna francesa na região administrativa de Auvérnia-Ródano-Alpes, no departamento de Drôme. Estende-se por uma área de 14,43 km². Em 2010 a comuna tinha 10 817 habitantes (densidade: 749,6 hab./km²).